# صالح علي الصماد
صالح علي الصماد (1 يناير 1979 - 19 أبريل 2018)، سياسي وقيادي يمني ينتمي لجماعة أنصار الله (الحوثيين)، والمسؤول السياسي للجماعة وأحد كبار قياداتها، كان عضوًا في المجلس السياسي الأعلى وشغل منصب الرئيس فيه حتى مقتله؛ والذي شكلته جماعة أنصار الله (الحوثيين) وحزب المؤتمر الشعبي العام (جناح صالح) في 28 يوليو 2016، قبل سيطرة الحوثيين على قرار المجلس بعد أحداث ديسمبر 2017 في صنعاء.

## سيرته الذاتية
ولد صالح الصماد عام 1979 في منطقة بني معاذ، مديرية سحار، محافظة صعدة شمالي اليمن، تخرج من جامعة صنعاء وعمل مدرساً في مدرسة عبد الله بن مسعود في صعدة، شارك في حروب جماعته ضد الحكومة اليمنية ابتداء من الحرب الثالثة، تولى مسؤولية رئاسة المكتب السياسي للجماعة بعد العام 2011، تم تعيينه مستشارًا سياسيًا لرئيس الجمهورية في 24 سبتمبر 2014 بعد ثلاثة أيام من دخول الحوثيين صنعاء.

## رئيس المجلس السياسي
أصبح رئيسًا للمجلس السياسي الأعلى في 6 أغسطس 2016 وبدأ عمله في المنصب بعد أدائه القسم في مجلس النواب في 14 أغسطس 2016.

## ردود الأفعال على مقتله
- اليمن: أصدر المجلس السياسي الأعلى بيان نعي في يوم الإثنين 23 أبريل 2018 أعلن فيه مقتل صالح الصماد، وذكر بيان النعي أن صالح الصماد قتل في مدينة الحديدة في يوم الخميس 19 أبريل 2018 إثر غارة لقوات التحالف على المدينة.[4] وأعلن عن اختيار مهدي المشاط خلفًا له في رئاسة المجلس.[5] ذكر عبد الملك الحوثي في كلمة ألقاها في نفس اليوم؛ أن استهداف الصماد بالغارة الجوية جاء بعد مغادرته جامعة الحديدة وأنه قتل مع ستة من مرافقيه في شارع الخمسين بمدينة الحديدة.[6] دُفن صالح الصماد في 28 أبريل 2018 في صنعاء بجانب النصب التذكاري للجندي المجهول في ميدان السبعين بعد الصلاة عليه في جامع الصالح.[7]
- السعودية: قال السفير السعودي في الولايات المتحدة، الأمير خالد بن سلمان آل سعود إن القوات الجوية الملكية نجحت في استهداف القيادي الحوثي صالح الصماد، بعد توعده المملكة بعام من الصواريخ الباليستية.[8] وقد وصف العقيد تركي صالح المالكي المتحدث باسم التحالف العربي، مقتل صالح الصماد بـ«نهاية حتمية لأي إرهابي في العالم». وأضاف المالكي في مؤتمر صحفي: «الصماد مسؤول عن التحريض على استهداف المملكة العربية السعودية، ومسؤول عن قتل آلاف اليمنيين وعن إطلاق الصواريخ الباليستية وإعاقة الملاحة البحرية». وتابع المالكي «أي تصعيد من ميليشيات الحوثي يعجل بنهايتها، والانتصارات مستمرة على كافة الجبهات في اليمن». كما أشدد على أن التعامل مع الأسرى يتم وفقا للقانون الدولي وبمنتهى الإنسانية.[9]
- إيران: بعث أمين المجلس الأعلى للأمن القومي الإيراني علي شمخاني برقية مواساة للمجلس السياسي الأعلى وأدان شمخاني ما وصفها جرائم النظام السعودي في ارتكاب المجازر بحق الشعب اليمني المظلوم، مؤكداً أن اغتيال القادة السياسيين يعني الهروب من الحوار والابتعاد عن دائرة المنطق والحلول السياسية واشاد بالدور البارز والمتميز للشهيد صالح الصماد في مسيرة التطلع للاستقلال والوحدة وشموخ الشعب اليمني المقاومة مؤكدا ان الدم الطاهر للصماد برهن احقية ومظلومية جهاد الشعب اليمني وزيف مزاعم المسؤولين السعوديين.[10] بدوره، استنكر الحرس الثوري الإيراني، على لسان المتحدث باسمه رمضان شريف، مقتل الصماد، قائلاً إنه «في زمرة المجاهدين الصامدين والساسة الأفذاذ في اليمن».[11] وفي السياق، قدم المتحدث باسم الخارجية الإيرانية بهرام قاسمي العزاء للشعب اليمني، وأعضاء المجلس السياسي الأعلى باستشهاد الصماد.[11]
- سوريا: أدانت سورية بشدة اغتيال رئيس المجلس السياسي الاعلى في اليمن صالح الصماد بآلة قتل النظام الوهابي السعودي مؤكدة في الوقت ذاته أن المشروع السعودي في اليمن آيل للسقوط لا محالة كما هو حال مشروعهم المهزوم في سورية. وأضاف المصدر إن هذه الجريمة البشعة لآل سعود تأتي استمرارا للمحرقة التي يرتكبها بحق الشعب اليمني والتي أدت إلى تدمير البنية التحتية والمنجزات التي حققها وإزهاق حياة عشرات الآلاف من المدنيين الأبرياء.[12]
- العراق: أصدر نائب رئيس هيئة الحشد الشعبي أبو مهدي المهندس بيانا مبينا أن «الشهيد الصماد ليس فقيد المقاومة اليمنية وشعبها في مواجهة الغطرسة والتآمر ومسلسل التجويع إنما هو شهيد الأمة كلها في مواجهة الوهابية والإرهاب وحلفائها».[13]
- حزب الله: أرسل الأمين العام احزب الله برقية تعزية إلى المجلس السياسي الأعلى وقال حزب الله أن «الرجل الإستثنائي الذي تحمّل المسؤولية في أصعب مرحلة وواجه أعتى عدوان في المنطقة، وحقق أغلى أمانيه فقضى شهيداً في أرضه التي دافع عنها وبين شعبه الذي أحبه وبقي معه حتى آخر رمق من حياته».ودان الحزب بأقصى العبارات «الجريمة الوحشية التي ارتكبها العدوان الأميركي السعودي بإستهداف الصماد»، مندداّ بشدة بـ«الاستباحة المتمادية التي غدرت بأحد أبرز القيادات اليمنية الشجاعة».[11]
- عصائب أهل الحق: استنكرت استهداف صالح الصماد مبينة أن «تاريخ الشهيد حافل بالنضال والمواقف الصلبة التي لا تلين في مواجهة الاستكبار والعدوان الذي استهدف بلده، فقد كان خط نهجه على طريق الامام الحسين (عليه السلام) ونال الشهادة، فهنيئاً له بهذا الفوز العظيم، وسيبقى الشعب اليمني قلعة الصمود مادام ولوداً لمثل هؤلاء القادة الذين برهنوا على عدالة قضيتهم، وخزي عدوهم».[14]
- كتائب حزب الله: ادانت اغتياله في بيان لها عبرت ان «الجريمة الشنعاء التي ارتكبها العدوان السعودي والإماراتي، باستهداف الصماد انما جاءت بدعم ومباركة من قبل الشيطان الأكبر، ومصدر بلاء العالم، أمريكا المجرمة» مبينة أنها «شريكة في كل ما يتعرض له الشعب اليمني، من حرب ابادة جماعية تطال المدنيين الابرياء، من الأطفال والنساء والشيوخ، كما ان دول العالم التي تغض الطرف عن هذه الجرائم، انما هي شريكة فيها، وتتحمل مسؤولية استمرارها» معتبرة أن «الصمًاد ارتقى إلى بارئه بعد أن غدر به الجبناء الذين أعيتهم المواجهة المباشرة».[11][15]
- حزب الدعوة الإسلامية: وجه الأمين العام لحزب الدعوة الإسلامية نوري المالكي برقية تعزية إلى عبد الملك الحوثي قائلا ان «ان استشهاد الصماد زاد من تماسك الشعب اليمني وعزز من وحدته وصلابته في عملية المواجهة مع قوى العدوان الظالمة.» «نعرب عن خالص العزاء والمواساة لأسرة الشهيد في هذا المصاب الجلل، سائلين الله العلي القدير أن يتغمده بواسع رحمته ويسكنه فسيح جناته ويلهم أهله وذويه ومحبيه الصبر والسلوان».[16]
- حركة النجباء: أصدر الأمين العام لحركة النجباء أكرم الكعبي بيان تعزية أشار إلى أنه ورغم أن "جريمة اغتيال الشهيد الصماد آلمتنا، لكننا سنبقى ناصرين للشعب اليمني، ولكل مستضعفٍ في العالم". وأكد أن الصماد “سيبقى شوكة في أعين كيان آل سعود ورعاتهم أمريكا وبريطانيا ومن معهم" مجدداً "الدعم المستمر للخط الجهادي الذي استشهد عليه، ووقوفنا إلى جانب الشرفاء في اليمن الحبيب".[17]
- حركة كرامة: باركت حركة كرامة المعارضة في السعودية للأمة العربية والاسلامية والشعب اليمني الحبيب وحكومته عامة وللأخوة في أنصار الله والسيد عبد الملك الحوثي خاصة استشهاد الأخ العزيز القائد رئيس المجلس السياسي الأعلى في اليمن صالح الصماد الذي إستهدفه النظام السعودي المتهور بدعم من القوى الإستعمارية الأمريكية الظالمة والحاقدة حسب تعبيرها. وقالت الحركة إنه “كما يحدونا الأمل بانتصار شعبنا السعودي على هذا النظام الذي زج بأبنائنا في هذه الحرب الظالمة ضد أشقائهم وإخوانهم بالدم والدين والعروبة وتسبب بقتل وتشريد وجرح الآلاف من أبناء الشعبين الشقيقين وذلك كله إرضاءً وتحقيقاً لمصالح وأهداف الصهيونية العالمية وأمريكا وحلفائها".[18]
- الجبهة الشعبية لتحرير فلسطين – القيادة العامة: بعث الأمين العام لجبهة الشعبية لتحرير فلسطين – القيادة العامة أحمد جبريل "باسم الشعب الفلسطيني المجاهد وباسم رفاقي خاصة في قيادة الجبهة نبارك ونعزي الشعب اليمني وقيادة أنصار الله باستشهاد القائد صالح علي الصماد الذي عرف بشجاعته ولغته الوحدوية ورجاحة عقله ودوره السياسي والميداني في رد عدوان تحالف الإرهاب السعودي الصهيوني وملحقاته". وأكد الوقوف إلي جانب الشعب اليمني في مواجهة هذا البرنامج الصهيوني الأمريكي الذي يهدف إلي تفكيك عوامل القوة في أمتنا وضرب محور المقاومة".[19]
- ائتلاف شباب ثورة 14 فبراير: قدمت الجماعة البحرينية المعارضة التعازي والتبريك «للشعب اليمنيّ الشقيق، ولأحرار العالم باستشهاد رئيس المجلس السياسيّ الأعلى اليمني المجاهد صالح الصماد.» وأضافت «قد توج الشهيد مسيرة طويلة حافلة بالبطولات والجهاد بحسن الخاتمة التي كان يرجوها ألا وهي الشهادة، فهذا البطل العظيم والقائد الشجاع لم يتخاذل يومًا عن نصرة شعبه المظلوم، بل كان حاضرًا على الدوام في جبهات القتال لمواجهة العدوان إسوة بأبناء شعبه، وما استهدافه بغارة جوية من قبل طيران العدوان السعودي إلا دليل على أنه أعجزهم بصموده وتحديه وقوته وإقدامه».[20]
- كتائب سيد الشهداء: اسنكرت استهداف صالح الصماد وقالت «كما في كل سنن الله، تستمر دماء الشهداء، في تصعيد نسق البطولة، وتسهم في حماية المقدسات، تجيء دماء المجاهد صالح الصماد، مسؤول المكتب السياسي لانصار الله في اليمن الثائر، بعد ان اعجز اعداءه، وأيأسهم من نيل رغباتهم في كسر روح الصمد والجهاد، وليعبثوا بمقدرات اليمن الأبي كيف شاؤوا.» وأضافت «ننا اذ نؤبن باستشهاد الصماد، فإننا في عين الوقت نستلهم من شهادته، الثبات، والسعي لتحصيل امنية الشهادة، أو الوقوف على ارض النصر، وهما الحسنيان، وخيرهما الشهادة، فكانت نصيبك ياصالح الاسم والعمل» «طوبى لروحك ياشهيد جماعات الحقد والعمالة والذل.» «وسيجمع الله بينك وبينهم، وسينصرك أهل النهج القويم، من انبياء وأولياء وشهداء وحسن أولئك رفيقاً».[21]
- التيار الصدري: تلقى عبد الملك الحوثي برقية عزاء من زعيم التيار الصدري في العراق مقتدى الصدر في استهداف صالح الصماد.[22]